# Sumorame
Sumorame is een bestuurslaag in het regentschap Sidoarjo van de provincie Oost-Java, Indonesië. Sumorame telt 8201 inwoners (volkstelling 2010).